# Diego Osorio
Diego León Osorio (Medellin, 21 juli 1971) is een voormalig profvoetballer uit Colombia, die als verdediger speelde voor onder meer Atlético Nacional en Independiente Medellín. Hij beëindigde zijn loopbaan in 1998.

## Interlandcarrière
Osorio nam met het Colombiaans voetbalelftal deel aan de Olympische Spelen van 1992 in Barcelona. Daar werd de ploeg van bondscoach Hernán Darío Gómez uitgeschakeld in de groepsronde.
Osorio kwam in totaal zeventien keer uit voor de nationale A-ploeg van Colombia. Hij maakte zijn debuut op 25 juni 1991 in de vriendschappelijke uitwedstrijd tegen Costa Rica (0-1). Hij nam met zijn vaderland deel aan twee edities van de strijd om de Copa América: 1991 en 1993.

## Erelijst
Atlético Nacional
- Colombiaans landskampioen

1991